# Paulínia
Paulínia este un oraș în São Paulo (SP), Brazilia.